# Almami

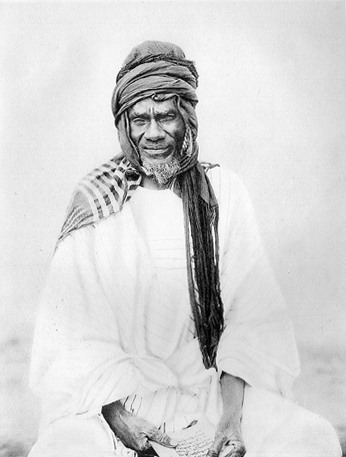
Samori Turé (1830-1900), um dos mais ilustres a usar o título

Almami (em árabe: المامي) é um título concedido a um governante muçulmano que possui autoridade sobre um determinado estado.
No estado norte-africano de Bundu, Maleque Si adotara o título e este foi mantido por seus descendentes, embora autores digam que o título por ele adotado tenha sido elimã, os dois termos derivam do árabe alimane; em Bundu, o termo "imame" tinha uso mais geral, ao passo em que almami tinha acepção mais particular; assim, seu neto Amadi Gaie adotara o título de almami.
Na Guiné, em 1870, um homem chamado Samori adotou o título de almami, indicando que desempenhava um papel tanto político quanto religioso num Estado que incorporava, além da atual Guiné, também parte da Costa do Marfim e do Mali.

## Almamis já titulares na história
- Ibraima Sori, do Imamato de Futa Jalom.
- Caramoco Alfa, do Imamato de Futa Jalom.
- Bocar Biro, do Imamato de Futa Jalom.
- Almami Niamodi, do Estado vassalo tuculor de Caarta.
- Samori Turé, do Império de Uassulu.
- Maba Diacu Ba, de Ripe, na região de Salum, no Senegal.